# Hot Cakes
Hot Cakes är det tredje studioalbumet av det brittiska rockbandet The Darkness, utgivet i Storbritannien den 17 augusti 2012 via PIAS Recordings och den 21 augusti samma år på Wind-Up Records i USA. Albumet producerades av bröderna Justin och Dan Hawkins tillsammans med Nick Brine, som tidigare arbetat med både The Darkness och Stone Gods. Till detta album har basisten Richie Edwards ersatts av originalmedlemmen Frankie Poullain. Det är också bandets sista studioalbum med trummisen Ed Graham.
På den brittiska albumlistan nådde Hot Cakes som bäst plats nummer 4, och nådde topp-20 placeringar i Australien, Irland, Italien, Schweiz och Tyskland. Albumets första singel, "Every Inch of You", gavs ut som digital nedladdning den 29 maj 2012 och följdes drygt en månad senare av "Everybody Have a Good Time".

## Historia

### Bakgrund

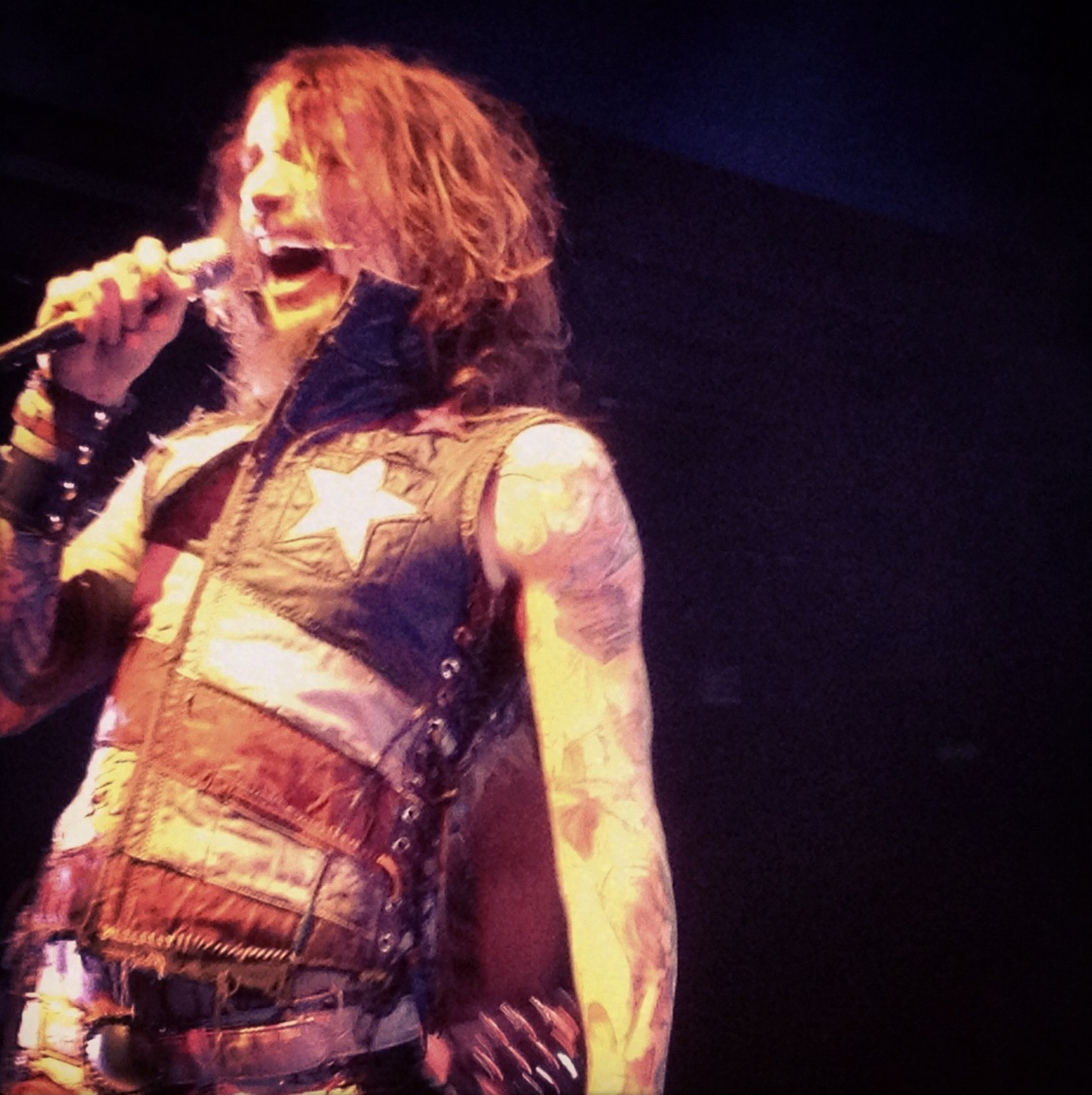
Gruppen turnerade i Nordamerika under februari 2012. Här syns sångaren Justin Hawkins live på 9:30 Club i Washington, D.C., USA.

Efter att The Darkness givit ut sitt andra studioalbum One Way Ticket to Hell ...and Back i slutet av 2005, upplöstes bandet drygt ett år senare. De dåvarande medlemmarna, Dan Hawkins, Richie Edwards och Ed Graham, bildade i slutet av 2006 ett nytt band, Stone Gods, medan Justin Hawkins bildade Hot Leg år 2007. De båda grupperna hann ge ut ett studioalbum vardera innan både Stone Gods och Hot Leg i slutet av 2010 meddelade att de gjort ett uppehåll. Rykten om att The Darkness återförenats i originaluppsättning började då ta fart och det bekräftades via bandets officiella webbplats den 15 mars 2011. Samtidigt meddelade man att man under april och maj skulle påbörja arbetet med vad som ska komma att bli gruppens tredje studioalbum. Justin kommenterade comebacken; "det viktigaste för oss är att se till att vi musikaliskt vänder den här upplevelsen till någonting positivt igen. Vi har kommit ihåg varför det var så roligt från början; bara fyra män som spelar hög musik i ett rum". Den 5 juni spelade gruppen live på Waterfront i Norwich. Konserten var bandets första på nästan fem år och den följdes av spelningar i Royal Leamington Spa och London. Alla tre konserter var utsålda och The Darkness spelade under dessa konserter också tre låtar som då förväntades återfinnas på albumet; "Nothin's Gonna Stop Us" samt de två nya låtarna "Concrete" och "Cannonball". Därefter spelade gruppen den 10 juni på Download Festival och dagen därpå på Nova Rock Festival i Österrike. Den 10 oktober spelade The Darkness på 100 Club i London där ytterligare två nya låtar spelades; "Every Inch of You" och "Pat Pong Ladies". Ytterligare en ny låt spelades sedan, drygt en månad senare, under en konsert i Liverpool den 8 november; "I Can't Believe It's Not Love". Den 1 februari 2012 påbörjade The Darkness en turné i Nordamerika där "Everybody Have a Good Time" och "She Just a Girl Eddie" spelades för första gången.

### Låtskrivandet
I en intervju i tidningen Classic Rock avslöjades det att Justin skrivit nya låtar med sin bror Dan sedan 2009, efter att ha sett Stone Gods live i London. Till BBC sade Justin att "det var länge väldigt frustrerande att inte kunna tala om det för någon eftersom vi var tvungna att hålla det hemligt". Graham och Frankie Poullain blev involverade i comebacken och arbetet med skivan från och med september 2010 då de alla träffades under en middag. Den första låten de skrev var "I Can't Believe It's Not Love". Enligt Graham började dock bröderna Hawkins med att väcka liv i äldre låtar och låtidéer; "Nothin's Gonna Stop Us" och "Pat Pong Ladies" skrevs båda i början av 2000-talet. Den förstnämnda skrevs av bröderna Hawkins tillsammans med Chris McDougal, som var gitarrist i bandet under en kort period år 2000. De flesta låtarna skrevs akustiskt och utvecklades sedan med hela gruppen i Café Studios i Lowestoft, till skillnad från gruppens förra album, One Way Ticket to Hell ...and Back. I en intervju med tidningen Total Guitar sade Justin att flera av låtarna handlar om saker som hänt gruppen i Lowestoft, och sade också att de influerats mycket av Queen, AC/DC, Aerosmith och även Dire Straits. Den sista låten som skrevs till albumet var "Everybody Have a Good Time". På albumet återfinns också en cover av Radioheads låt "Street Spirit (Fade Out)", som bandet spelat sedan i början av 2003; "Vi inkluderade Radioheadcovern då den under en lång tid varit en livefavorit och för att vi ville ge ut vår definitiva inspelning av vår tolkning [av låten]."

### Produktion och inspelning

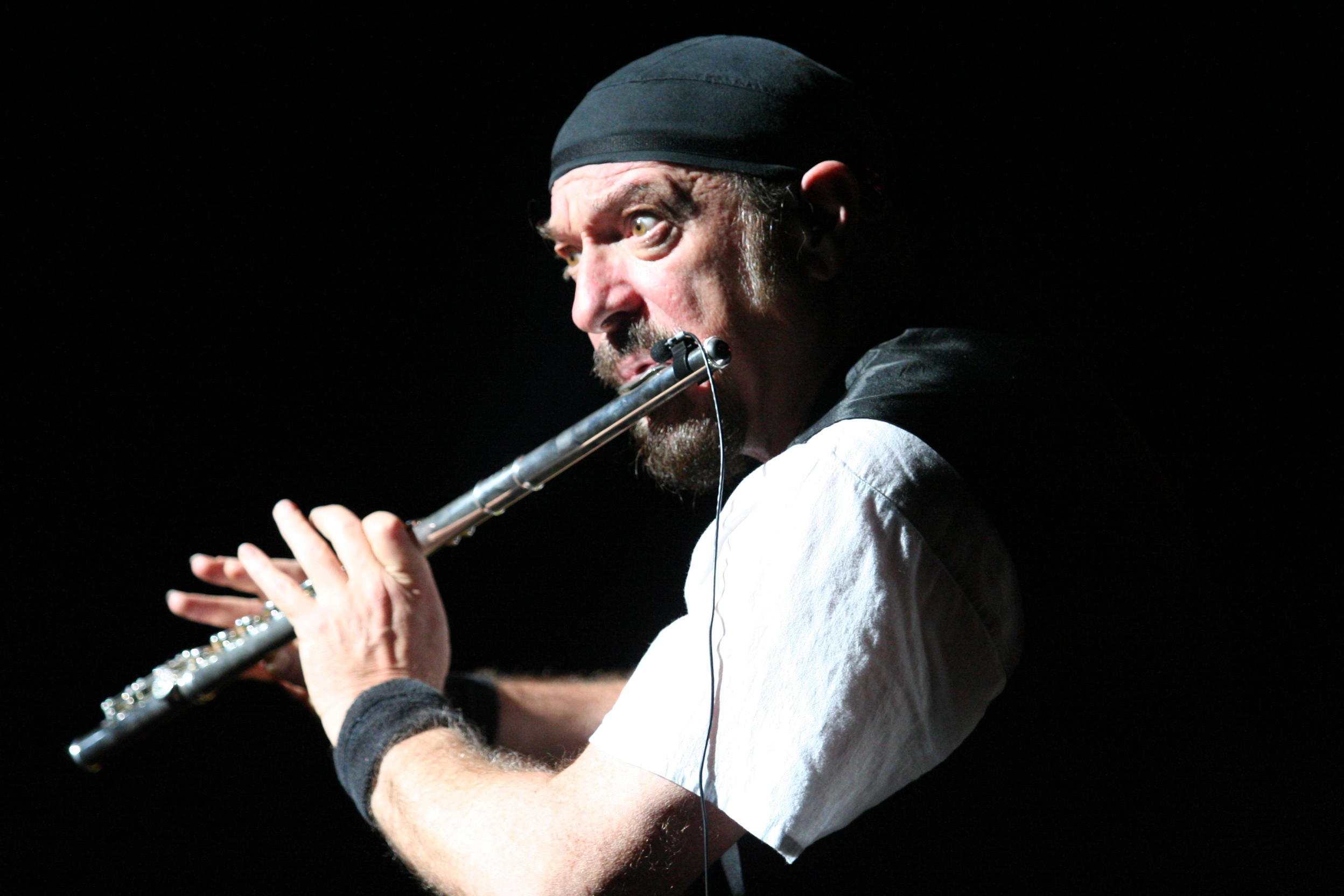
Ian Anderson spelar tvärflöjt på låten Cannonball.

Albumet spelades in i Dans studio, Leeders Farm, i Lowestoft. I mitten av mars 2011 rapporterade BBC att inspelningssessionen skulle pågå mellan april och maj samma år. Ungefär vid samma tidpunkt sade dock Justin Hawkins i en intervju att inspelningarna redan påbörjats och att vissa delar redan var klara. Den 7 maj skrev gruppen på dess Facebook att "arbetet går framåt bra med vad som kommer att bli nästa album, och just nu är det huvudprioritet. Förvänta er fler nyheter inom kort." I slutet av maj rapporterades det att bandet kommit halvvägs med inspelningarna och att Ed Graham var klar med truminspelningen. Kort därefter berättade Justin att man gjort ett uppehåll med inspelningarna för att istället repetera inför de fem konserter bandet planerat för juni och att de sedan skulle gå in i studion igen och göra klart albumet i slutet av juni. På Download Festival kom ännu en uppdatering från Justin om albumet, han sade då att grunderna till albumet var klart och att det enda som var kvar att spelas in var sång på "3-4 låtar" och "några solon". I november 2011 sade Justin att gruppen fortfarande behövde två låtar till, men att de skulle kunna börja spela in dem samma dag.
"Några av låtarna på albumet är riktigt gamla låtar som vi spelade för tio år sen när vi bildade gruppen. Vi spelade in mycket av [albumet] i Leeders Farm, som i grund och botten är Dans hus, så mycket är inspelat i Norfolk. Sen spelade vi in vissa delar på andra ställen också. Vi var i Rockfield Studios i Wales. Rockfield Studios är en känd studio; Queen spelade in "Bohemian Rhapsody" där. Så vi var där och spelade in fyra låtar i januari [2012]. Nyligen, för bara några veckor sen, beslutade vi oss för att göra om något som inte blivit så bra, så vi bokade en liten studio i London. En sak jag har upptäckt är att vi alla är perfektionister. Men med det sagt, så har saker och ting varit mer avslappnat och det har varit mycket lättare och roligare än det har varit tidigare, för att det har gått mer naturligt."
Efter att gruppen varit klar med inspelningarna ett tag beslöt de sig för att spela in fler låtar till albumet och göra några justeringar på vissa andra, redan inspelade låtar. I början av januari, med start vecka två, spelade gruppen in under drygt två veckor innan inspelningssessionerna av albumet avslutades. Samtidigt meddelade Justin att vissa låtar hade börjat mixas av Bob Ezrin, som år 2003 producerade gruppens julsingel "Christmas Time (Don't Let the Bells End)". I början av februari 2012 avslöjades det att medlemmarna avslutat sina respektive inspelningar, men att man inväntade ett "superhemligt" gästframträdande på en av låtarna – det visade sig senare att Ian Anderson spelat in flöjt på låten Cannonball. Man sade samtidigt att mixning av albumet stod på tur. I början av april 2012 meddelade Justin att både inspelningssessionerna och mixningen avslutats. Han avslöjade också att totalt 14 låtar spelats in; "allt vi behöver göra nu är att bestämma vilka låtar som ska vara med, samt göra omslaget". Vid denna tidpunkt hade albumet fortfarande ingen titel, men enligt Justin fanns det två alternativ det stod emellan. Frankie Poullain sade i en intervju i slutet av mars 2012 att albumet har en titel som anspelar på "mat, sex och musik". Den 10 april bestämdes albumets låtordning och följande dag skickades låtarna iväg för mastering. Den 3 maj 2012 avslöjades det att albumet döpts till Hot Cakes och senare, samma månad, gavs albumets låtlista ut.

### Utgivning
Hot Cakes gavs ut i Australien den 17 augusti, i Europa gavs det ut den 20 augusti 2012 genom PIAS Recordings, medan det i Nord- och Sydamerika gavs ut genom Wind-Up Records dagen därpå. Dessa uppgifter meddelades via bandets officiella webbplats den 3 maj 2012. Turerna kring albumet utgivningsdatum var dock många. I en intervju i maj 2011 med musiktidningen Q sade Justin; "det kommer förmodligen ges ut ett The Darkness-album under 2012, men på nåt sätt kommer vi ge ut ny musik innan dess". I början av juni sade han dock att "vi hoppas att albumet ges ut i år" och kort därefter sade gruppen att albumet "möjligen" kommer att ges ut "före, under tiden, eller efter" deras turné i Storbritannien och Irland som påbörjades den 8 november. I augusti skrev gruppen på Facebook och antydde att nyinspelat material var på väg att ges ut; "Något nytt och skinande kommer förhoppningsvis över de två nästkommande månaderna eller så." 23 oktober meddelade gruppen att albumet tagit längre tid än de först trott, men att; "...perfektion tar tid." Justin sade i en intervju i november att albumet kommer att ges ut 2012 och "jag skulle vilja att det ges ut runt mars, då jag fyller år."
Första låten att ges ut från albumet, "Nothin's Gonna Stop Us", släpptes den 1 februari 2012 som gratis nedladdning på bandets officiella webbplats. Justin meddelade senare i början av april 2012 att bandets management hoppades att albumet skulle komma att ges ut i juni. Albumets första singel, "Every Inch of You", gavs ut den 29 maj, endast som digital nedladdning, i USA och dagen därpå i Europa. Drygt en månad senare gavs "Everybody Have a Good Time" ut. Hot Cakes gick in på den brittiska albumlistan den 26 augusti 2012 och debuterade på plats 4, vilket också blev albumets högsta placering på listan. I USA nådde albumet plats 43 som bäst. Hot Cakes tog sig in på topp 20-placeringar i Australien, Irland, Italien, Schweiz och Tyskland.
En specialutgåva av albumet gavs ut den 2 december 2013 under titeln Extra Hot Cakes Yuletide Edition. På denna utgåva återfinns en ny låt; "The Horn", en nyinspelning av "Christmas Time (Don't Let the Bells End)", samt livealbumet The Platinum Correction, inspelat den 14 juli 2012 i Thetford Forest, Brandon, England.

### Mottagande
Albumet har fått mottaga mestadels positiva recensioner i media. Metacritic, som tilldelar en genomsnittlig poäng från professionella recensenter, ger Hot Cakes 67 av 100 poäng, baserat på 24 recensioner. I tidningen Classic Rock gav recensenten David Stubbs albumet 9 av 10 i betyg. Stubbs kallade Hot Cakes för ett "mästerverk" och sade också att "det enda som är löjligt med albumet är hur löjligt bra det är". Både The Guardian och Rolling Stone var positiva till bandets version av Radioheads "Street Spirit (Fade Out)". The Guardian skrev vidare att "De bästa låtarna är minst lika bra som bandets största hittar..." The Independent gav albumet full pott, 5 av 5 i betyg, och skrev "från den sprudlande "Nothin's Gonna Stop Us" till tändarna-i-luften-balladen "Living Each Day Blind", så är Hot Cakes en stensäker hemmaseger från bandet som fortfarande gör partyrock bättre än någon annan levande." Pitchfork Media var dock inte lika imponerade och gav albumet 5,2 av 10 i betyg och kallade albumet "ljummet".
I svenska medier fick albumet ett medelmåttigt mottagande. På kritiker.se, som likt Metacritic tilldelar en genomsnittlig poäng från professionella recensenter, har albumet 2,8 av 5 poäng, baserat på 14 recensioner. Aftonbladets Mattias Kling kallade albumet "lagom underhållande på ett charmkorkat sätt och enligt samma konsekvens lagom genomhyggligt glamrocksglad, Queen-yvig och AC/DC-rytmisk." Hot Cakes fick 3 av 6 i betyg av Svenska Dagbladet, som skrev "hur mycket lättare vore inte livet om de fyra engelsmännen bara skärpte sig och gjorde Van Halen-inspirerad boogierock utan töntiga poser?" I Dagens Nyheter skrev Johanna Paulsson att "britternas nya album Hot Cakes känns som svansen på en utdöende dinosaurie: stabil och svängig hårdrock av det glammiga och stadiumstora slaget" och gav det 3 av 5 i betyg. Albumet fick också relativt goda omnämnanden i både Sydsvenska Dagbladet och Helsingborgs Dagblad, där den senare beskrev albumet som "en trivsam comback" där gruppen låter "som ett AC/DC som fått för sig att spela Foo Fighters- och Queen-covers."

## Turné

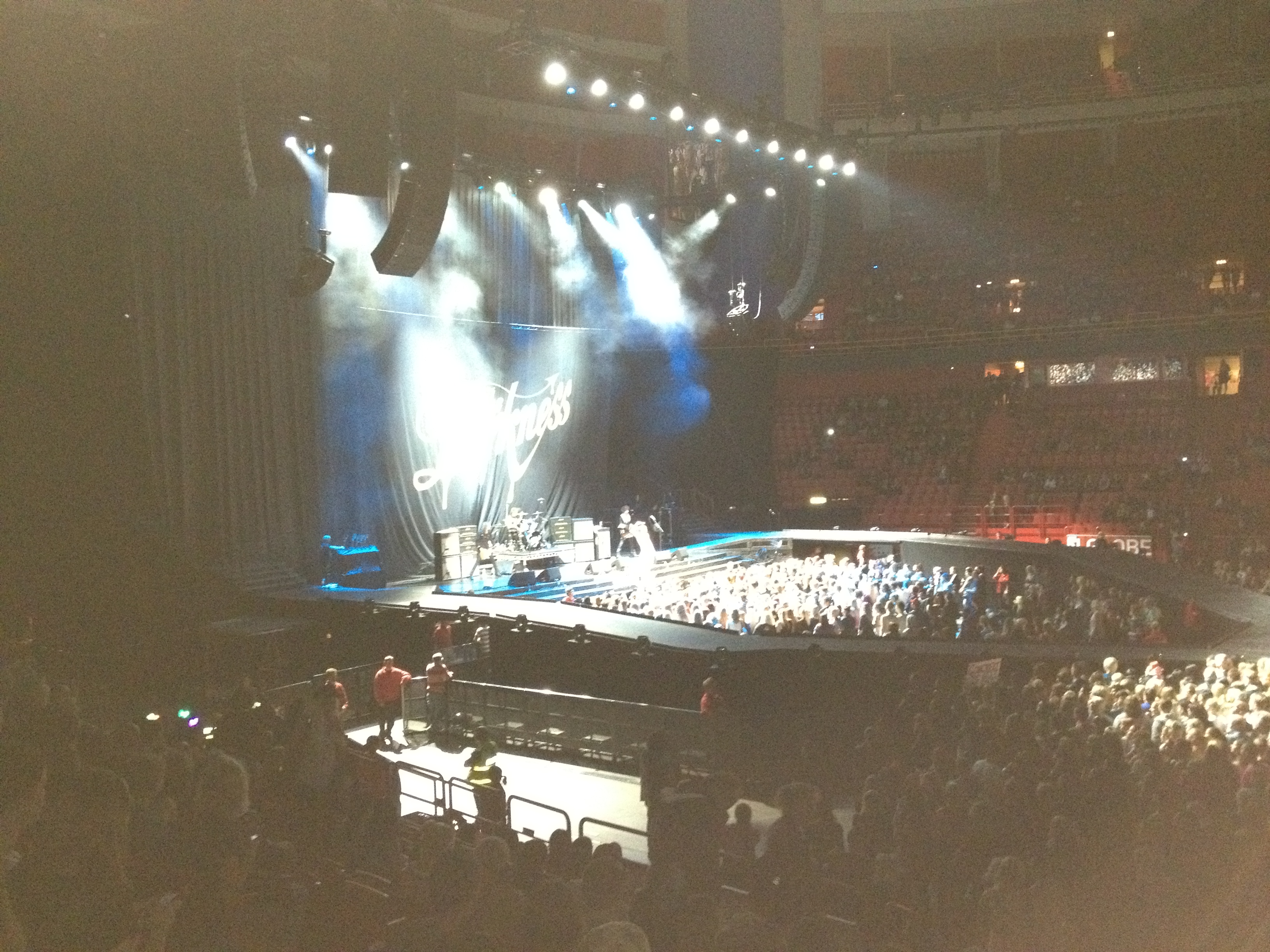
The Darkness spelar i Globen som förband till Lady Gaga.

En turné för att promota albumet påbörjades den 4 maj 2012 på Eatons Hill i Brisbane, Australien, följt av ytterligare sex konserter i Australien. Därefter, mellan 18 och 27 maj, gav gruppen åtta konserter i USA, bland annat på festivalerna Rock on the Range och Rocklahoma. Turnén nådde Europa den 2 juli då bandet spelade på Trondheim Rock Festival i Trondheim, följt av Sweden Rock Festival den 8 juni. Dessa konserter följdes upp av ett flertal andra festivalframträdanden, bland annat på Isle of Wight Festival, Sonisphere i Frankrike och Przystanek Woodstock i Polen. The Darkness skulle också spelat på Sonispherefestivalen på Knebworth Park i Stevenage, England den 7 juli tillsammans med bland andra Queen + Adam Lambert, Evanescence och Flogging Molly. Denna konsert ställdes dock in då arrangörerna misslyckats med att få festivalen till "den standard som både artister och besökare förväntar sig".
10 april tillkännagavs det att The Darkness kommer att agera förband till Lady Gaga under Europadelen av hennes Born This Way Ball. Under turnén spelade gruppen i Globen, Stockholm två gånger; 30 och 31 augusti. Det meddelades senare att gruppen även skulle komma att följa med Lady Gaga när denne fortsatte turnén in i bland annat Sydamerika och Afrika. Turnén kommer att avslutas den 12 december 2012 på Olimpijskij i Moskva.
I början av november 2012 meddelade The Darkness att man kommer att påbörja en egen turné, Let Them Eat Cakes Tour, med start i början av januari 2013 i Nordamerika. Turnén kommer därefter till Europa och senare även till Australien och Nya Zeeland. Under denna turné besökte gruppen Sverige tre gånger; på Restaurang Tyrol i Stockholm, Restaurang Trädgårn i Göteborg och på Putte i parken i Karlstad. Dessutom besökte man Luxemburg för första gången någonsin.

## Låtlista
| Nr           | Titel                      | Kompositör                         | Längd |
| ------------ | -------------------------- | ---------------------------------- | ----- |
| 1.           | Every Inch of You          | Dan Hawkins, Justin Hawkins        | 3:04  |
| 2.           | Nothin's Gonna Stop Us     | Hawkins, Hawkins, Chris McDougal   | 2:45  |
| 3.           | With a Woman               | Hawkins, Hawkins, Frankie Poullain | 3:41  |
| 4.           | Keep Me Hangin' On         | Hawkins, Hawkins                   | 3:00  |
| 5.           | Living Each Day Blind      | Hawkins, Hawkins                   | 5:06  |
| 6.           | Everybody Have a Good Time | Hawkins, Hawkins                   | 4:47  |
| 7.           | She Just a Girl Eddie      | Hawkins, Hawkins                   | 3:46  |
| 8.           | Forbidden Love             | Hawkins, Hawkins, Poullain         | 3:49  |
| 9.           | Concrete                   | Hawkins, Hawkins, Poullain         | 3:52  |
| 10.          | Street Spirit (Fade Out)   | Radiohead                          | 3:07  |
| 11.          | Love Is Not the Answer     | Hawkins, Hawkins                   | 3:41  |
| Total längd: | Total längd:               | Total längd:                       | 40:38 |

| 12. | I Can't Believe It's Not Love (acoustic demo) | Hawkins, Hawkins           | 3:44 |
| 13. | Love Is Not the Answer (acoustic demo)        | Hawkins, Hawkins           | 3:46 |
| 14. | Pat Pong Ladies (demo mix)                    | Hawkins, Hawkins, Poullain | 3:56 |
| 15. | Cannonball (long version)                     | Hawkins, Hawkins, Poullain |      |

| 16. | The Horn                                 | Hawkins, Hawkins, Poullain, Graham    | 2:53 |
| 17. | Christmas Time (Don't Let the Bells End) | Hawkins, Hawkins, Poullain, Ed Graham | 3:29 |
| 18. | Every Inch of You (live)                 | Hawkins, Hawkins                      | 3:19 |
| 19. | Black Shuck (live)                       | Hawkins, Hawkins, Poullain, Graham    | 3:31 |
| 20. | Get Your Hands off My Woman (live)       | Hawkins, Hawkins, Poullain, Graham    | 3:46 |
| 21. | Everybody Have a Good Time (live)        | Hawkins, Hawkins                      | 4:23 |
| 22. | Planning Permission (live)               | Hawkins, Hawkins, Poullain, Graham    | 3:02 |
| 23. | With a Woman (live)                      | Hawkins, Hawkins, Poullain            | 3:41 |
| 24. | One Way Ticket (live)                    | Hawkins, Hawkins, Poullain            | 4:13 |
| 25. | Growing on Me (live)                     | Hawkins, Hawkins, Poullain, Graham    | 3:34 |
| 26. | I Believe in a Thing Called Love (live)  | Hawkins, Hawkins, Poullain, Graham    | 4:10 |

## Medverkande
| The Darkness - Ed Graham – trummor - Dan Hawkins – gitarr, kör - Justin Hawkins – sång, gitarr, klaviatur - Frankie Poullain – bas Övriga medverkande - Ian Anderson – flöjt | Produktion - Nick Brine – producent, ljudtekniker - Dan Hawkins – producent - Justin Hawkins – producent - Bob Ezrin – mixning, producent - Justin Courtelyou – mixningstekniker - Greg Calbi – mastering - Joshua Tyrell & Owen Morgan – inspelningsassistenter - Scarlet Page – foto - Thom Lessner – art direction-koncept - Tourist, London – art direction - Diego Gravinese – omslag |

## Listplaceringar
| Land                | Topplacering | Ref    |
| ------------------- | ------------ | ------ |
| Australien          | 15           | [ 38 ] |
| Belgien (Flandern)  | 124          | [ 38 ] |
| Belgien (Vallonien) | 67           | [ 38 ] |
| Finland             | 46           | [ 38 ] |
| Frankrike           | 107          | [ 38 ] |
| Irland              | 14           | [ 21 ] |
| Italien             | 15           | [ 21 ] |
| Japan               | 50           | [ 39 ] |
| Nederländerna       | 94           | [ 38 ] |
| Schweiz             | 20           | [ 38 ] |
| Spanien             | 35           | [ 21 ] |
| Storbritannien      | 4            | [ 21 ] |
| Sverige             | 30           | [ 38 ] |
| Tyskland            | 16           | [ 21 ] |
| USA                 | 43           | [ 21 ] |
| Österrike           | 24           | [ 38 ] |

## Utgivningsdatum
| Datum           | Land              |
| --------------- | ----------------- |
| 15 augusti 2012 | Japan             |
| 17 augusti 2012 | Australien Europa |
| 20 augusti 2012 | Storbritannien    |
| 21 augusti 2012 | USA               |